# دانشکده حقوق دانشگاه بوکونی
دانشکده حقوق دانشگاه بوکونی در دانشگاه بوکونی در میلان ایتالیا مستقر است و به‌طور رسمی در سال ۱۹۹۹ تأسیس شد. مدرک رسمی حقوق در دانشگاه بوکونی از سال ۱۹۹۹ ارائه شده‌است.
دانشکده حقوق دانشگاه بوکونی در حال حاضر ال‌ال‌ام در حقوق را ارائه می‌دهد، به همراه دانشگاه پاویا در دانشکده تخصصی حرفه‌های حقوقی شرکت می‌کند و یک آکادمی تابستانی را با همکاری دانشگاه ترنتو برگزار می‌کند.

## دانشکده تخصصی حرفه‌های حقوقی
دانشکده تخصصی حرفه‌های حقوقی یک سرمایه‌گذاری مشترک است که در سال ۲۰۰۱ بین دانشکده حقوق دانشگاه بوکونی و دانشگاه پاویا تأسیس شد. دوره‌های برگزار شده در مدرسه به دانشجویان مقطع کارشناسی ارشد دارای لیسانس ارجاع می‌شود؛ دوره‌های آماده‌سازی برای آزمون‌های دفتر اسناد رسمی و قضایی را ارائه دهید.

## Themis
Themis یک شبکه دانشگاهی است که با دانشکده حقوق دانشگاه بوکونی با دانشگاه آزاد برلین و دانشگاه پاریس می‌پیوندد. این شبکه امکان دانشجویان شرایط حقوق از هر یک از مدارس شرکت کننده را برای کسب درآمد، همراه با داشتن مدرک تحصیلی مناسب از دانشگاه محل سکونت خود، همچنین یک گواهینامه بین‌المللی فراهم می‌کند، که نیاز به گذراندن یک ترم در خارج از کشور، کارآموزی و شرکت در رشته‌های مختلف دارد. سمینار برنامه دانشجویان همچنین موظفند در یک ترم که در خارج از کشور، در یکی از دانشگاه‌های شبکه برگزار می‌شود، تعداد مشخصی از دوره‌ها را شرکت کنند.